# II. zona nogometnog prvenstva NR Hrvatske 1948./49.
II. zona nogometnog prvenstva NR Hrvatske u sezoni 1948./49. je predstavljalo ligu četvrtog stupnja nogometnog prvenstva Jugoslavije i dugog na području Hrvatske. 

Sudjelovalo je osam klubova s područja Istočne Hrvatske (Slavonija, Baranja, Srijem), a prvak je bio "Dinamo" iz Vinkovaca, koji se dalje plasirao u kvalifikacije za Hrvatsku ligu.

## Ljestvica
| mj. | klub                           | ut. | pob. | ner. | por. | gol+ | gol- | bod |
| --- | ------------------------------ | --- | ---- | ---- | ---- | ---- | ---- | --- |
| 1.  | Dinamo Vinkovci                | 14  | 10   | 3    | 1    | 37   | 15   | 23  |
| 2.  | Sloga Vukovar                  | 14  | 7    | 5    | 2    | 32   | 21   | 19  |
| 3.  | Jedinstvo Slavonska Požega     | 14  | 5    | 6    | 3    | 23   | 21   | 16  |
| 4.  | Borac Virovitica               | 14  | 6    | 2    | 6    | 29   | 24   | 14  |
| 5.  | Sloboda Đakovo                 | 14  | 5    | 2    | 7    | 31   | 34   | 12  |
| 6.  | Sloga Đurđenovac               | 14  | 5    | 2    | 7    | 20   | 26   | 12  |
| 7.  | Proleter Belišće               | 14  | 4    | 1    | 9    | 16   | 32   | 9   |
| 8.  | Crvena zvijezda Slavonski Brod | 14  | 2    | 3    | 9    | 19   | 34   | 7   |

## Rezultatska križaljka
| kratica | klub                           | BOR | CRZ | DIN | JED | PRO | SLB | SLFĐ | SLGV |
| --- | ------------------------------ | --- | --- | --- | --- | --- | --- | ---- | ---- |
| BOR | Borac Virovitica               |     |     |     |     |     |     |      |      |
| CRZ | Crvena zvijezda Slavonski Brod |     |     |     |     |     |     |      |      |
| DIN | Dinamo Vinkovci                |     |     |     |     |     |     |      |      |
| JED | Jedinstvo Slavonska Požega     |     |     |     |     |     |     |      |      |
| PRO | Proleter Belišće               |     |     |     |     |     |     |      |      |
| SLB | Sloboda Đakovo                 |     |     |     |     |     |     |      |      |
| SLGĐ | Sloga Đurđenovac               |     |     |     |     |     |     |      |      |
| SLGV | Sloga Vukovar                  |     |     |     |     |     |     |      |      |
| |                                |     |     |     |     |     |     |      |      |
| podebljan rezultat - utakmice od 1. do 7. kola (1. utakmica između klubova) rezultat normalne debljine - utakmice od 8. do 14. kola (2. utakmica između klubova) rezultat nakošen - nije vidljiv redoslijed odigravanja međusobnih utakmica iz dostupnih izvora rezultat nakošen i smanjen * - iz dostupnih izvora nije uočljiv domaćin susreta prekrižen rezultat - poništena ili brisana utakmica p - utakmica prekinuta 3:0 p.f. / 0:3 p.f. - rezultat 3:0 bez borbe |                                |     |     |     |     |     |     |      |      |